# 우리아 (예언자)
우리아(Uriah)는 예레미야서에 언급된 예언자이자 순교자이다.

## 성경 이야기
기럇여아림 출신 스마야의 아들로 묘사된다. 유다 왕 여호야킴 통치 기간에 그는 왕의 잔혹함을 피해 이집트로 도망했다가 다시 끌려온 후 목이 잘려 죽임을 당하고 그의 시체는 평민의 무덤에 던져졌다.

## 라기스 서신
확실하지는 않지만 라기스 서신에 우리아가 언급되어 있을 수도 있다는 학자들의 의견이 있다. 라기스 서신 문서를 참고할 것.